# Juxkopf
Der Juxkopf ist mit 533,2 m ü. NHN eine der höchsten Erhebungen der Löwensteiner Berge im Naturraum Schwäbisch-Fränkische Waldberge in Baden-Württemberg. Auf dem Berg stehen der Juxkopfturm und das angeschlossene Wanderheim des Schwäbischen Albvereins.

## Geographische Lage und Gestalt
Die Unterjura-Kuppe des Juxkopfs in den südlichen Löwensteiner Bergen am südwestlichen Rand der Schwäbisch-Fränkischen Waldberge liegt etwa 700 Meter nordwestlich der Ortsmitte des Spiegelberger Ortsteils Jux im Rems-Murr-Kreis. Der westlich der Talachse der „Spiegelberger“ Lauter zwischen deren rechten Zuflüssen Senzenbach und Winterlauter mit seiner freien Lage die Umgebung überragende Berg bietet einen sehr guten Rundumblick auf die umgebenden Löwensteiner Berge, den Stromberg im Westen, den Nordschwarzwald im Südwesten sowie die näher im Bogen von Süden bis Norden liegenden anderen Berglandschaften Murrhardter Wald und schließlich Mainhardter Wald der Schwäbisch-Fränkischen Waldberge, hinter denen sich im Südosten der Albtrauf erhebt.

## Geschichte

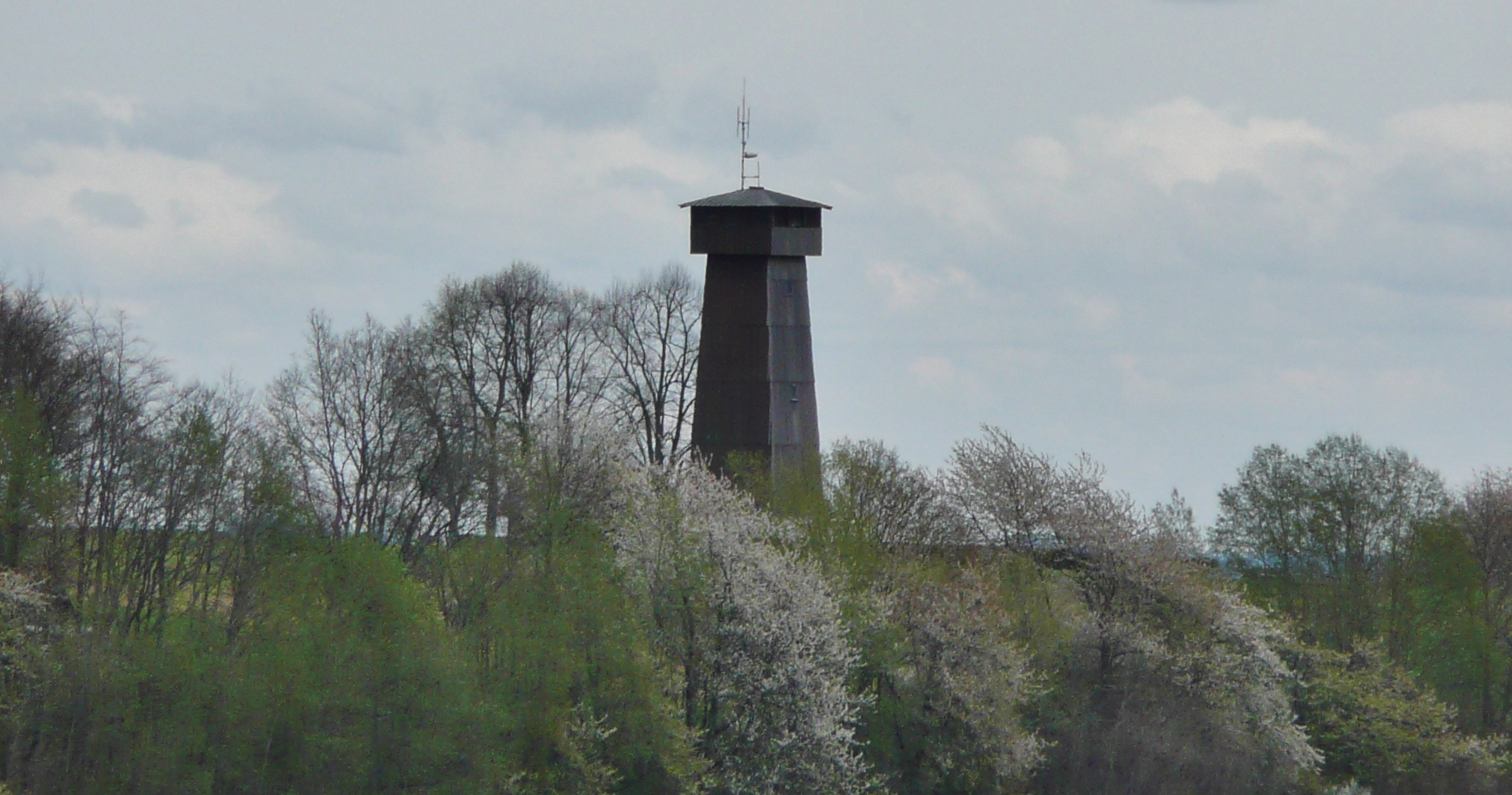
Juxkopfturm

- 1882: Bau des ersten Aussichtsturms.
- 1902: Der Turm wird wegen Baufälligkeit abgerissen und durch einen neuen Turm ersetzt.
- 1932: Bau des heutigen Turms.
- 1936: Bau des an den Turm angeschlossenen Wanderheims.

## Verkehr und Wandern
Über den Juxkopf verläuft der Georg-Fahrbach-Weg des Schwäbischen Albvereins auf der Etappe zwischen Wüstenrot und Sulzbach an der Murr. Auch mehrere örtliche Rundwanderwege passieren den Berg.

## Wintersport
Am Juxkopf gab es von 1969 bis 2017 einen Skilift mit Flutlichtanlage. Die Juxkopf-Loipe nimmt ihren Ausgangspunkt in Jux.